# Děkanské Skaliny
Děkanské Skaliny jsou malá vesnice, část obce Benešov nad Černou v okrese Český Krumlov v Jihočeském kraji. Nachází se v přírodním parku Soběnovská vrchovina, asi 4,5 kilometru západně od Benešova nad Černou. Děkanské Skaliny jsou také název katastrálního území o rozloze 3,63 km². V katastrálním území Děkanské Skaliny leží i Pusté Skaliny.

## Historie
První písemná zmínka o vesnici pochází z roku 1475.

## Obyvatelstvo
| Rok            | 1869 | 1880 | 1890 | 1900 | 1910 | 1921 | 1930 | 1950 | 1961 | 1970 | 1980 | 1991 | 2001 | 2011 | 2021 |
| -------------- | ---- | ---- | ---- | ---- | ---- | ---- | ---- | ---- | ---- | ---- | ---- | ---- | ---- | ---- | ---- |
| Počet obyvatel | 113  | 110  | 90   | 112  | 102  | 117  | 105  | 42   | 75   | 36   | 17   | 9    | 12   | 14   | 18   |
| Počet domů     | 17   | 16   | 16   | 16   | 17   | 21   | 21   | 14   | 14   | 12   | 7    | 15   | 16   | 23   | 20   |

## Obecní správa
Při sčítání lidu v letech 1869–1921 Děkanské Skaliny byly osadou obce Ličov v okrese Kaplice. V letech 1930–1950 byly samostatnou obcí v okrese Kaplice. V letech 1961–1975 byly opět částí obce Ličov v okrese Český Krumlov. Od 1. ledna 1976 jsou částí obce Benešov nad Černou v okrese Český Krumlov. V letech 1930–1950 k obci patřily Pusté Skaliny.